# Fulleda
Fulleda ist eine katalanische Gemeinde in der Provinz Lleida im Nordosten Spaniens mit 91 Einwohnern (Stand: 2024). Sie ist Teil der Comarca Garrigues.

## Geographische Lage
Fulleda liegt etwa 41 Kilometer ostsüdöstlich von Lleida in einer Höhe von 580 m. 

## Bevölkerungsentwicklung
| Jahr      | 1970 | 1981 | 1991 | 2001 | 2011 | 2021 |
| Einwohner | 131  | 121  | 123  | 116  | 105  | 101  |

## Sehenswürdigkeiten

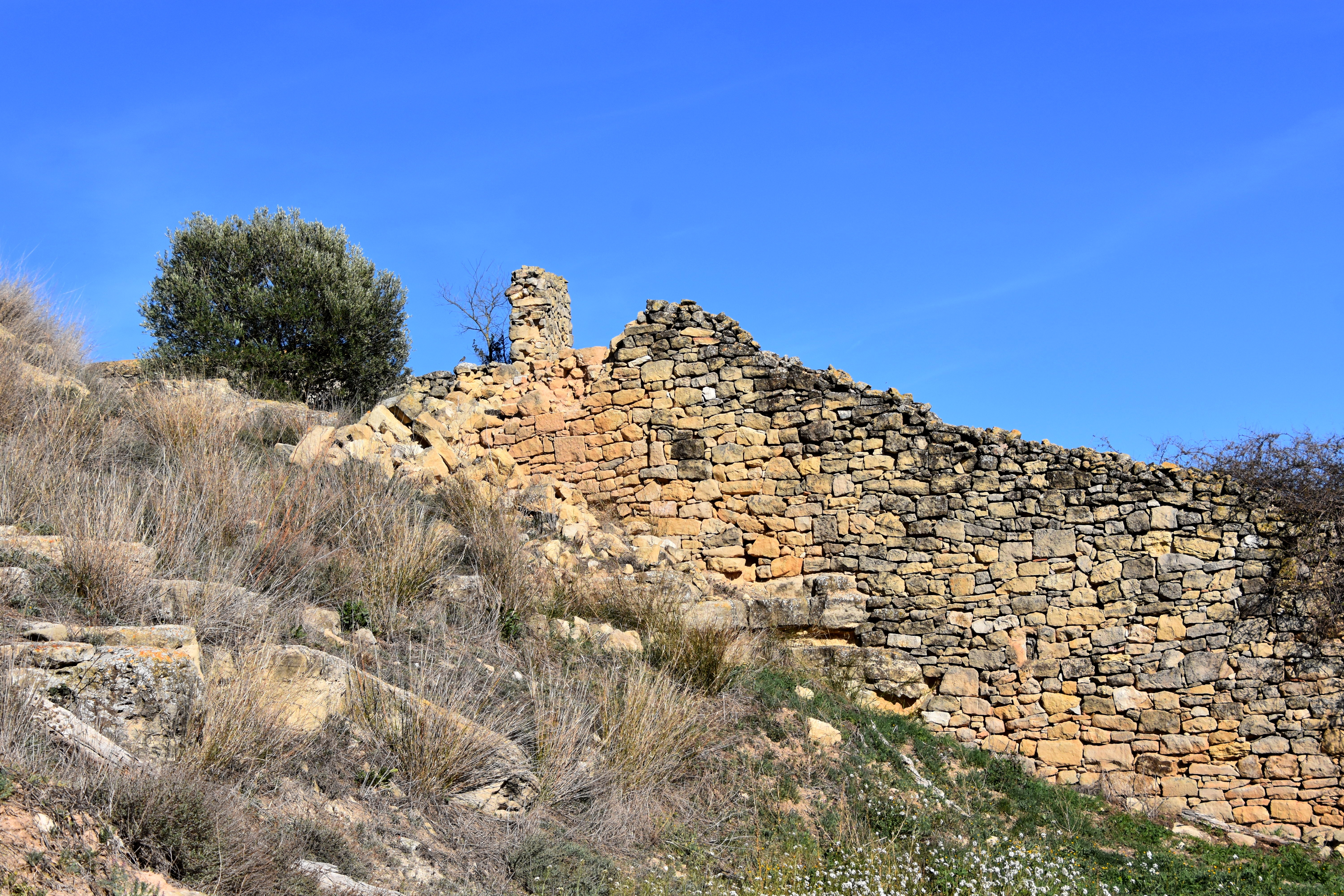
Burgruine von Fulleda
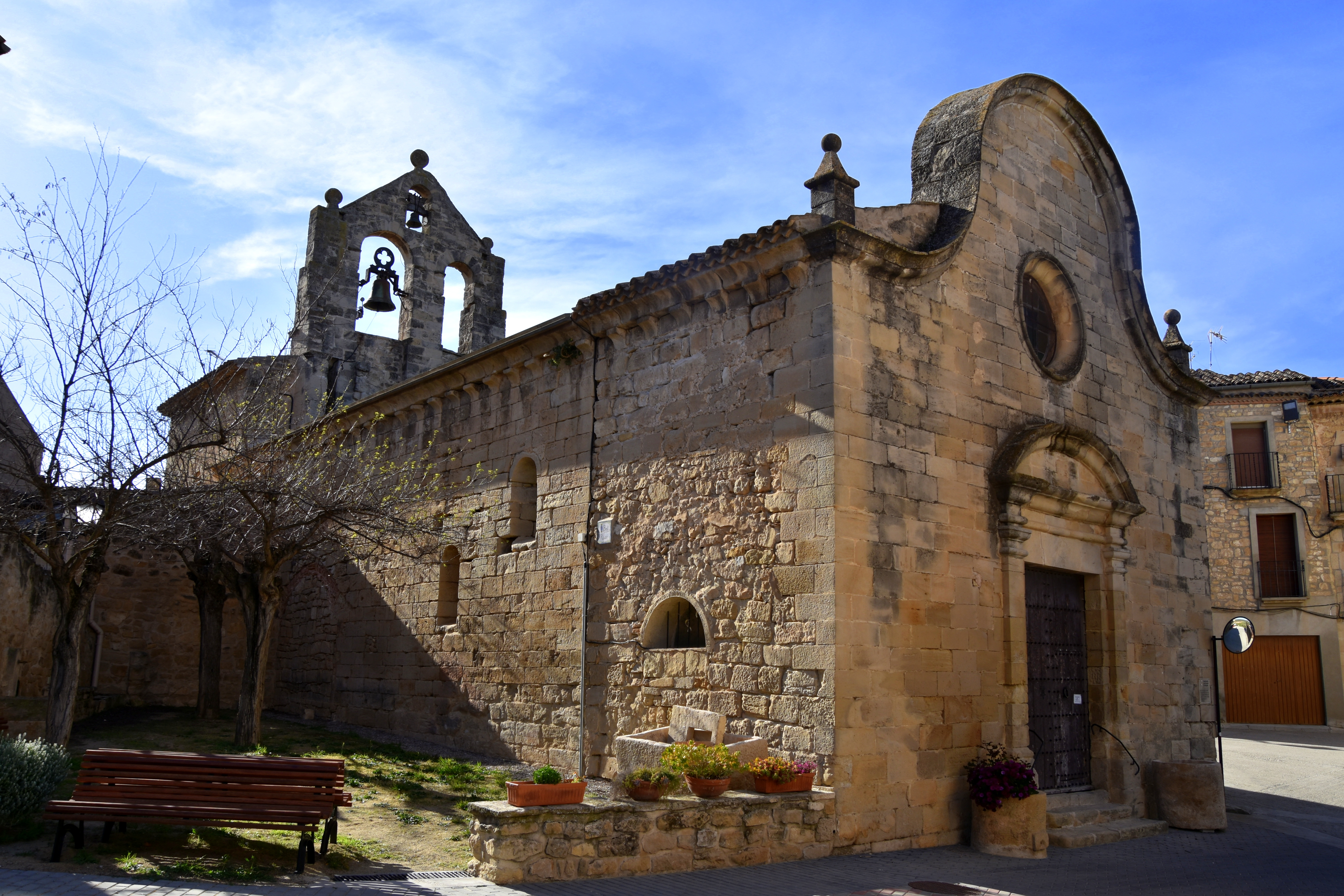
Marienkirche

- Burgruine von Fulleda
- Marienkirche